# LIVE IN LIVING '13
『LIVE IN LIVING '13』は、2013年4月23日に発売された羊毛とおはなの9作目のスタジオ・アルバムである。

## 解説
通算9作目、"LIVE IN LIVING"シリーズのフルアルバムとしては6作目の作品である。
"LIVE IN LIVING"シリーズは、その名の通り、リビングルームでライブをしているかのような作品をテーマとしたもので、ほぼ歌とギターのみの編成でライブ録音されている。また、カバー曲を多く含むことも特徴であり、本作は洋楽4曲、邦楽1曲の計5曲のカバーを含んでいる。
このアルバムの発売に先立って、2012年3月7日から4月7日までの期間限定で、収録曲の「うたの手紙～ありがとう～」がオフィシャルサイトで無料配信された。
また、このアルバムの発売に合わせて、4月9日から6月1日まで、全国16ヶ所のカフェを回る「LIVE IN LIVING '13 CAFE TOUR」が行われた。

## 収録曲
1. ホワイト
  - 作詞・作曲：市川和則
2. はだかのピエロ
  - 作詞：千葉はな、作曲：市川和則
3. Both Sides Now
  - 作詞・作曲：ジョニ・ミッチェル
  - ジョニ・ミッチェルの曲のカバー
4. Honey Plants
  - 作曲：市川和則
  - インスト
5. キリギリアス
  - 作詞・作曲：市川和則
6. Choo Choo, Ch'boogie
  - 作詞・作曲：Vaughn Horton/Denver Darling/Milt Gabler
  - ルイ・ジョーダン・アンド・ヒズ・ティンパニー・ファイブ（英語版）の曲のカバー
7. 犬みたいな人
  - 作詞・作曲：千葉はな
8. Only a fool
  - 作詞・作曲：カーラ・ボノフ
  - カーラ・ボノフの曲のカバー
9. Hyperballad
  - 作詞・作曲：ビョーク、ネリー・フーパー、マリウス・デ・ヴリーズ（英語版）
  - ビョークの曲のカバー
10. Sublime
  - 作曲：市川和則
  - インスト
11. うたの手紙～ありがとう～
  - 作詞：矢吹香那、作曲：矢吹香那/千葉はな
12. 切手のないおくりもの
  - 作詞・作曲：財津和夫
  - ペギー葉山の曲のカバー